# Maasdonk

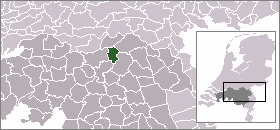
Lägeskarta

Maasdonk är en historisk kommun i provinsen Noord-Brabant i Nederländerna. Kommunens totala area är 37,32 km² (där 0,09 km² är vatten) och invånarantalet är på 11 290 invånare (1 februari 2012).